# Cordylus nyikae
Cordylus nyikae là một loài thằn lằn trong họ Cordylidae. Loài này được Broadley & Mouton mô tả khoa học đầu tiên năm 2000.